# Rali Dakar de 2008
O Rali Dakar de 2008 teria sido o dia 30ª edição do tradicional corrida anual off-road. O rali deveria iniciar em Lisboa, Portugal, em 5 de janeiro de 2008, atravessar a Europa e a África até a chegada em Dakar, Senegal, em 20 de janeiro. O evento foi cancelado um dia antes da data de início, devido a preocupações sobre um possível ataque terrorista que visava a competidores.

## Cancelamento
O rali foi cancelado em 4 de janeiro de 2008, devido a preocupações de segurança na Mauritânia, após a morte de turistas franceses lá na Véspera de Natal, em dezembro de 2007. A Amaury Sport Organisation (ASO), que se baseia na França, a cargo do rali 6 000 km (3 730 mi), disse em um comunicado que tinha sido avisada pelo governo francês para cancelar a corrida. Eles disseram que havia ameaças diretas feita contra o evento por "organizações terroristas". Antes do início da prova, o diretor do rali, Etienne Lavigne, havia aprovado a Mauritânia, somente  duas etapas planejadas para o Mali haviam sido descartados. Uma célula filiada à Al-Qaeda foi considerada culpada pelo cancelamento.
Em 4 de fevereiro de 2008, o ASO organizou o Rali da Europa Central, com rota entre a Hungria e a Roménia. Esta corrida durou apenas um ano. Uma nova corrida, mantendo o Rally Dakar como nome, foi organizado na América do Sul em 2009 e tem continuado desde então.

## Inscritos
Até dezembro de 2007, foram 245 motos, 20 quadriciclos, 205 carros e 100 caminhões inscritos. Um total de 570 equipes de cinquenta países foram inseridos, aumento em relação aos 510 inscritos em 2007.
Todas as inscrições foram deferidas para a Rali da Europa Central: 110 motos, 19 quadriláteros, 91 carros, e 40 caminhões estiveram presentes no início do Rali da Europa Central.

## Percurso
A corrida deveria ter começado em Lisboa, Portugal, e passado por Espanha, Marrocos, Saara Ocidental, Mauritânia e Senegal. O total da distância da corrida, teria sido 9 273 km (5 762 mi), dos quais 5 732 km (3 562 mi) cronometrados. Haveria também um dia de descanso em Nouakchott, em 13 de janeiro.

### Etapas Planejadas
| Etapa | Data          | Início                        | Término                       | Conecção                      | Conecção                      | Especial                      | Especial                      | Conecção                      | Conecção                      | Total                         | Total                         |
| ----- | ------------- | ----------------------------- | ----------------------------- | ----------------------------- | ----------------------------- | ----------------------------- | ----------------------------- | ----------------------------- | ----------------------------- | ----------------------------- | ----------------------------- |
| Etapa | Data          | Início                        | Término                       | km                            | mi                            | km                            | mi                            | km                            | mi                            | km                            | mi                            |
| 1     | 5 de Janeiro  | Lisbon                        | Portimão                      |                               |                               |                               |                               |                               |                               |                               |                               |
| 2     | 6 de Janeiro  | Portimão                      | Málaga                        |                               |                               |                               |                               |                               |                               |                               |                               |
| 3     | 7 de Janeiro  | Nador                         | Er Rachidia                   |                               |                               |                               |                               |                               |                               |                               |                               |
| 4     | 8 de Janeiro  | Er Rachidia                   | Ouarzazate                    |                               |                               |                               |                               |                               |                               |                               |                               |
| 5     | 9 de Janeiro  | Ouarzazate                    | Guelmim                       |                               |                               |                               |                               |                               |                               |                               |                               |
| 6     | 10 de Janeiro | Guelmim                       | Smara†                        |                               |                               |                               |                               |                               |                               |                               |                               |
| 7     | 11 de Janeiro | Smara†                        | Atar                          |                               |                               |                               |                               |                               |                               |                               |                               |
| 8     | 12 de Janeiro | Atar                          | Nouakchott                    |                               |                               |                               |                               |                               |                               |                               |                               |
| 9     | 13 de Janeiro | Dia de descanso em Nouakchott | Dia de descanso em Nouakchott | Dia de descanso em Nouakchott | Dia de descanso em Nouakchott | Dia de descanso em Nouakchott | Dia de descanso em Nouakchott | Dia de descanso em Nouakchott | Dia de descanso em Nouakchott | Dia de descanso em Nouakchott | Dia de descanso em Nouakchott |
| 10    | 14 de Janeiro | Nouakchott                    | Nouadhibou                    |                               |                               |                               |                               |                               |                               |                               |                               |
| 11    | 15 de Janeiro | Nouadhibou                    | Atar                          |                               |                               |                               |                               |                               |                               |                               |                               |
| 12    | 16 de Janeiro | Atar                          | Tidjikja                      |                               |                               |                               |                               |                               |                               |                               |                               |
| 13    | 17 de Janeiro | Tidjikja                      | Kiffa                         |                               |                               |                               |                               |                               |                               |                               |                               |
| 14    | 18 de Janeiro | Kiffa                         | Kiffa                         |                               |                               |                               |                               |                               |                               |                               |                               |
| 15    | 19 de Janeiro | Kiffa                         | Saint-Louis                   |                               |                               |                               |                               |                               |                               |                               |                               |
| 16    | 20 de Janeiro | Saint-Louis                   | Dakar                         |                               |                               |                               |                               |                               |                               |                               |                               |
| km    | mi            | km                            | mi                            | km                            | mi                            | km                            | mi                            |                               |                               |                               |                               |

†Smara está localizada na porção do Saara Ocidental administrada pelo Marrocos.